# Стетакант
Стетакант (Stethacanthus — «грудний шип») — один з найдавніших родів акул. Довжина 0,7—2 м. Мешкав в девонському та кам'яновугільному періоді, 370—345 млн років тому, на території Північної Америки, Європи та Росії. Через дивовижної форми спинний плавець стетаканта жартома називають «прасувальна дошка». Тільки самці мали такий химерний спинний плавець, а у самиць плавець був звичайним, як у сучасних акул.

## Види
- Stethacanthus altonensis
- Stethacanthus productus
- Stethacanthus praecursor
- Stethacanthus mirabilis
- Stethacanthus resistens
- Stethacanthus thomasi